# Cerastium pedunculare
Cerastium pedunculare là loài thực vật có hoa thuộc họ Cẩm chướng. Loài này được Bory & Chaub. mô tả khoa học đầu tiên năm 1832.